# 安東尼號驅逐艦 (DD-172)
安東尼號驅逐艦（舷號DD-172）是一艘美國海軍建造的驅逐艦，為維克斯級驅逐艦的98號艦。她是美軍第一艘以安東尼為名的軍艦，以紀念美西戰爭時期的美國海軍陸戰隊軍官威廉·安東尼（William Anthony）。
安東尼號在1918年於聯合鋼鐵廠開始建造，在同年下水，於1919年服役，其時第一次世界大戰已經結束。稍後安東尼號被派往太平洋執勤。1920年安東尼號改裝為佈雷艇，但在1922年便告退役。1937年安東尼號除籍，並在珍珠港作靶艦擊沉。